# Leopold-von-Buch-Plakette
Die Leopold-von-Buch-Plakette der Deutschen Geologischen Gesellschaft wird jährlich an (später laut Satzung nur noch) ausländische Wissenschaftler für herausragende Leistungen in den Geowissenschaften verliehen. Erster Preisträger war 1946 Hans Stille. Der Preis ist nach Leopold von Buch benannt.

## Preisträger
- 1946 Hans Stille
- 1947 nicht vergeben
- 1948 Serge von Bubnoff,  Hans Cloos, Walther Gothan, Friedrich von Huene, Otto Heinrich Schindewolf
- 1949 nicht vergeben
- 1950 nicht vergeben
- 1951 Wilhelm Petrascheck (Leoben)
- 1952 Paul Fallot (Paris)
- 1953 William Joscelyn Arkell (Cambridge)
- 1954 Olaf Holtedahl (Oslo)
- 1955 Walter H. Bucher (New York)
- 1956 Teiichi Kobayashi (Tokio)
- 1957 August Buxtorf (Basel)
- 1958 Traugott Gevers (Johannesburg)
- 1959 Felix Andries Vening-Meinesz (Utrecht)
- 1960 Darashaw Nosherwan Wadia (New Delhi)
- 1961 Dmitri Wassiljewitsch Naliwkin (Moskau)
- 1962 Pentti Eskola (Helsinki)
- 1963 William Drumm Johnston (Washington)
- 1964 Nils H. Magnusson (Stockholm)
- 1965 Radim Kettner (Prag)
- 1966 Eberhard Clar (Wien)
- 1967 nicht verliehen
- 1968 William van Leckwijck (Amsterdam)
- 1969 Alexis Bogdanoff (Moskau)
- 1970 Wladyslaw Pozaryski (Warschau)
- 1971 nicht verliehen
- 1972 Alfred George Fischer (Princeton)
- 1973 Rudolf Trümpy (Zürich)
- 1974 Ioannis Papastamatiou (Athen)
- 1975 Jan Houghton Brunn (Orsay)
- 1976 William Winn Hay (Miami)
- 1977 Quido Záruba (Prag)
- 1978 André Delmer (Brüssel)
- 1979 Henri Schoeller (Bordeaux)
- 1980 Emilie Jäger (Bern)
- 1981 Kingsley Dunham (Durham)
- 1982 Digby McLaren (Ottawa)
- 1984 Elemér Szádecsky-Kardoss (Budapest)
- 1984 Marcel Arnould (Paris)
- 1985 Xu Jie (Peking)
- 1986 Jovan Stöcklin (Senzach)
- 1987 Eugenij Pinneker (Irkutsk)
- 1988 Raymond A. Price (Ottawa)
- 1989 Jozef Bouckaert (Brüssel)
- 1990 John Imbrie
- 1991 Heinrich Jäckli (Zürich)
- 1992 Louis Courel (Dijon)
- 1993 Peter A. Ziegler
- 1994 nicht vergeben
- 1995 Sierd Cloetingh (Amsterdam)
- 1996 Maurice Mattauer (Montpellier)
- 1997 Anthony Hallam (Birmingham)
- 1998 Ian Plimer (Melbourne), Antoni Kleczkowski (Krakau), Heinrich D. Holland (Cambridge, Massachusetts), Jean Dercourt (Paris)
- 1999 Hans Peter Schönlaub (Wien)
- 2000 Francesco Hervé (Santiago de Chile)
- 2001 Peter Wyllie (Pasadena)
- 2002 Marc Hunnington (Ottawa)
- 2003 Daniel Bernoulli (Basel)
- 2004 Peter J. Cook (Canberra)
- 2005 Chen Mengxiong, Jean-Paul Poirier (Paris)
- 2006 Fritz F. Steininger (Eggenburg)
- 2007 an die Geological Society of London
- 2008 Eugen Seibold (Freiburg)
- 2009 Tanya Atwater (Santa Barbara)
- 2010 Yujiro Ogawa (Tokio)
- 2011 Stefan M. Schmid (Zürich)
- 2012 Heinz W. Kozur (Budapest, Dresden)
- 2013 Stanislav Vrána (Prag)
- 2014 Gérard Stampfli (Lausanne)
- 2015 Trond Helge Torsvik (Oslo)
- 2016 Brian Frederick Windley (Leicester)
- 2018 Miriam Kastner (San Diego)
- 2019 Xavier Le Pichon (Paris)
- 2020 Gillian R. Foulger (Durham)
- 2021 Eduardo Garzanti (Mailand)
- 2022 Carlos Schobbenhaus (Brasilia)
- 2023 Victor A. Ramos (Buenos Aires)
- 2024 Teresa E. Jordan (Ithaka)[2]